# قصر بني عباس
قصر بني عباس أو ما يعرف محلياً بالقصر القديم أو قصر واحة النخيل هو أحد القصور التاريخية ببني عباس أسرة من الأشراف العباسيين الهاشميين بالجنوب الغربي الجزائري، يصنف هذا القصر ضمن التراث المعماري الوطني الجزائري تم تأسيسه من قبل العلامة محمد بن عبد السلام ملايخاف مطلع القرن 18 بعد إتفاق بين القبائل المحلية (أولاد مهدي، أولاد رحو) على ترك قصورهم السابقة والتعايش في قصر واحد وسط الواحة

## التاريخ

### الخلفية التاريخية
يعود تاريخ تأسيس بني عباس الحالية إلى أسطورة سيدي عثمان المدعوا « الغريب » ومرافقه سيد النون فببركة سيدي عثمان ظهرت عين ماء عذب ساهمت في نموا النباتات والأشجار والمراعي.
بعد ذلك ب 40 سنة يقدم المهدي بن يوسف من الساقية الحمراء وهو من بني عباس (أول من سكن المدينة) ليستقر رفقة علي بن مومن من قبيلة عريب الذي جلب معه النخييل من واد الدرع. أسسوا قصر أولاد مهدي الذي سكنه يوسف وسعيد أبناء المهدي العباسي بن يوسف ومحمد أبن علي بن مومن.
عاشت المنطقة في سلام وازدهار للزراعة والتجارة ما جلب لها عددا كبيرا من المهاجرين من مختلف المناطق.
غادر سيدي علي بن يحيى وأخوه قصر المعيز بفكيك (المغرب) مهاجرين نحو الشرق. سيدي علي بن يحيى الذي كان يرافقه بن عبد الواسع خلفي كان رجل ذو خبرة في الميدان الزراعي، استقر في بني عباس أين أسس قصر أولاد رحو الذي سكنه إبناه مولاي ورحو. أخوه أسس زاوية بشروين بمنطقة قورارة.
التطور المستمر للمنطقة وازدهارها جلب لها العديد من الأعداء، من بينهم الغنانمة. فترة طويلة من الغارات دفعت العبابسة لتقديم شكوى ضد الغنانمة أمام ملك فاس. غادر جنود المخزن (المخازنية) فاس باتجاه بني عباس، في طريقهم مروا بزاوية من لا يخاف بتافيلالت أين إصطحبهم المرابط محمد بن عبد السلام. لدى وصول المخزن إلى بني عباس قام بدحر الغنانمة.

### التأسيس والتطور
أكد السيد محمد بن عبد السلام أن القصرين الموجودين بالمكان غير قادرين على حماية العبابسة فاقترح بناء قصر واحد بوسط غابة النخيل (قصر الواحة)، قوبل هذا الاقتراح بالقبول لكن ترددوا حول المكان الذي سوف يقام عليه القصر ووردت هناك روايتان الأولى تقول أن السيد محمد بن عبد السلام رمى عصاه من أعلى التل في ليلة مظلمة وبالبركة وصلت حتى وسط الواحة.وبالضبط في بستان أحد أحفاد السيد علي بن يحيى أما الرواية الثانية فتقول أن المرابط غرز عصاه في ليلة مظلمة بذل أن يرميها، وبذلك يعوض صاحب البستان بمناطق أخرى خارج الواحة، كما توكل مهمة الإمامة وتدريس القرآن للسيد محمد بن عبد السلام وذلك مطلع القرن 18 وهنا فقط يمكن التكلم عن تأسيس بني عباس.
كان للسيد محمد بن عبد السلام ابن واحد هو الطيب وكان في زاوية من لا يخاف ولم يلحق بوالده إلا فيما بعد، تزوج السيد محمد بن عبد السلام امرأة من المنطقة وأنجب منها ثلاث أولاد هم الشيخ، البدوي والتهامي ولم يكن له عقب إلا منهم.

### الخضوع للإحتلال الفرنسي والإخلاء

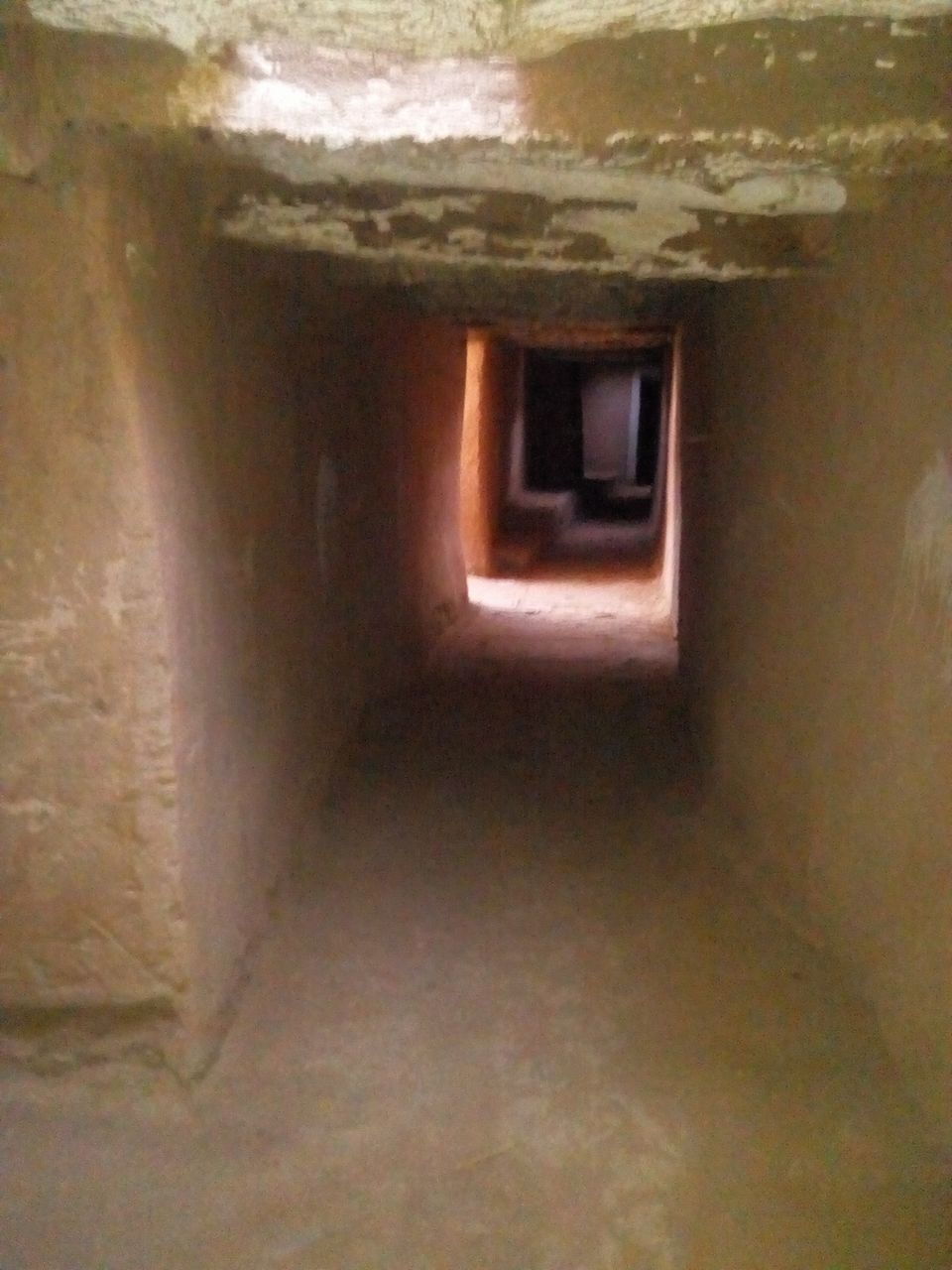
أحد الأزقة بالقصر القديم

احتلت بني عباس من قبل الفرنسيين في 1 مارس 1901، وصل إليها الجنرال ريسبورغ (ضابط قائد فرقة وهران وهي فرقة مشاة من الجيش الفرنسي وهي بدورها جزء من الفيلق 19 المتمركز بالجزائر) في اليوم الموالي.
ينص قانون 30 مارس 1902 على إنشاء خمس فرق صحراوية بقيادة ضباط شؤون الأهالي. فرقة الساورة في بني عباس كانت مدعمة بستة ضباط ومئتين وإثنين من ضباط الصف والهجانة وتنقسم إلى فصيلة للقيادة وثلاثة فصائل للهجانة.
في عام 1904 تم إنشاء فرقتين صحراويتين واحدة في بني عباس والأخرى في كولومبشار. وكان القصد من إنشاء هذه الفرق هو التنظيم الدفاعي للحدود الجزائرية-المغربية.